# Rajčanka
Rajčanka ili Rajčianka (mađarski: Rajcsánka) je rijeka je u sjevernoj  Slovačkoj, pritok Váha dug 47,5 km. Površina sliva iznosi 359 km ². Izvire u sjevernoj Slovačkoj kod sela Čičmany na planini Strážovské vrchy na 775 metara i cijelim svojim tokom nalazi se u Slovačkoj. Ulijeva se u Váh kod Žiline na nadmorskoj visini od 326 metara.
Rajčanka čini prirodnu granicu između planina Lučanske Fatre i Strážovské vrchy.
- Gradovi kroz koje prolazi.
- Rajec
- Rajecké Teplice
- Žilina